# 苏门答腊萝芙木
苏门答腊萝芙木（学名：Rauvolfia sumatrana）为夹竹桃科萝芙木属的植物。分布于印度尼西亚、马来西亚以及中国大陆的广东等地。